# Liste des œuvres d'Arthur Honegger
Cet article recense la liste des œuvres musicales du compositeur suisse Arthur Honegger :

## Catalogue Halbreich
Le musicologue Harry Halbreich est l'auteur d'un catalogue des œuvres du compositeur. Cette nomenclature est précisée par la lettre H :
| H    | Titre                                                            | Dates de composition | Date de création | Lieu                    |
| ---- | ---------------------------------------------------------------- | -------------------- | ---------------- | ----------------------- |
| I    | Philippa                                                         | 1903                 |                  |                         |
| IA   | Ouverture de Philippa                                            | 1907                 |                  |                         |
| II   | Sigismond                                                        | 1904                 | Perdu            |                         |
| III  | La Esmeralda                                                     | 1907                 | Inachevé         |                         |
| IIIA | Ouverture de La Esmeralda                                        | 1907                 |                  |                         |
| IV   | Oratorio du Calvaire                                             | 1907                 | Perdu            |                         |
| V    | Trois Mélodies                                                   | 1907 ou 1908         | Perdu            |                         |
| VI   | Six Sonates pour violon et piano                                 | 1908                 |                  |                         |
| 1    | Scherzo, Humoresque, Adagio espressivo                           | 1909-1910            |                  |                         |
| 2    | Adagio pour violon et piano                                      | 1910 ?               | Perdu            |                         |
| 3    | Sonate pour piano et violon no 0 en ré mineur                    | 1912                 |                  |                         |
| 4    | Sonate pour violoncelle et piano                                 | 1912-1913            | Perdu            |                         |
| 5    | Deux Mélodies                                                    | 1913-1914            | Perdu            |                         |
| 6    | Trio en fa mineur pour violon, violoncelle et piano              | 1914                 |                  |                         |
| 7    | Quatre Poèmes                                                    | 1914-1916            |                  |                         |
| 8    | Toccata et Variations                                            | 1916                 | 15 décembre 1916 | Paris, France           |
| 9    | Trois Poèmes                                                     | 1916                 | 25 janvier 1930  | Paris, France           |
| 10   | Prélude pour Aglavaine et Sélysette                              | 1916-1917            | 3 avril 1917     | Paris, France           |
| 11   | Nature morte                                                     | 1917                 | Date inconnue    | Lieu inconnu            |
| 12   | Six poèmes                                                       | 1915-1917            | 15 janvier 1918  | Paris, France           |
| 13   | Rhapsodie pour deux flûtes, clarinette et piano                  | 1917                 | 17 novembre 1917 | Paris, France           |
| 14   | Fugue et Choral pour orgue                                       | 1917                 | Date inconnue    | Lieu inconnu            |
| 15   | Premier Quatuor à cordes                                         | 1916-1917            | 22 juin 1919     | Paris, France           |
| 16   | Le Chant de Nigamon                                              | 1917-1918            | 3 janvier 1920   | Paris, France           |
| 17   | Sonate pour violon et piano n° 1                                 | 1916-1918            | 19 mars 1918     | Paris, France           |
| 18   | Cantiques de Pâques                                              | 1918-1922            | 27 mars 1923     | Toulouse, France        |
| 19   | Le Dit des jeux du monde                                         | 1918                 | 2 décembre 1918  | Paris, France           |
| 20   | La Mort de Sainte Alméenne                                       | 1918                 | 26 novembre 2005 | Utrecht, Pays-Bas       |
| 20A  | Interlude de La Mort de Sainte Alméenne                          | 1920                 | 30 octobre 1920  | Paris, France           |
| 21   | La Danse macabre                                                 | 1919                 | Perdu            |                         |
| 22   | Musiques d'ameublement                                           | 1919                 | 5 avril 1919     | Paris, France           |
| 23   | Trois Pièces                                                     | 1915-1919            | Date inconnue    | Lieu inconnu            |
| 24   | Sonate pour violon et piano n° 2                                 | 1919                 | 8 janvier 1920   | Paris, France           |
| 25   | Sept Pièces brèves                                               | 1919-1920            | 4 mars 1920      | Paris, France           |
| 26   | Sarabande (pour l'Album des Six)                                 | 1920                 | Date inconnue    | Lieu inconnu            |
| 27   | Orchestration d'une mélodie de Moussorgsky                       | 1920                 | Perdu            |                         |
| 28   | Sonate pour alto et piano                                        | 1920                 | 2 décembre 1920  | Paris, France           |
| 29   | Sonatine pour deux violons                                       | 1920                 | 29 novembre 1920 | Paris, France           |
| 30   | Pâques à New York                                                | 1920                 | 24 février 1922  | New York, États-Unis    |
| 31   | Pastorale d'été                                                  | 1920                 | 17 février 1921  | Paris, France           |
| 32   | Sonate pour violoncelle et piano                                 | 1920                 | 23 avril 1921    | Paris, France           |
| 33   | Hymne pour dixtuor à cordes                                      | 1920                 | 17 octobre 1921  | Paris, France           |
| 34   | Vérité ? Mensonge ?                                              | 1920                 | 25 novembre 1920 | Paris, France           |
| 35   | Les Mariés de la tour Eiffel (La Noce massacrée)                 | 1921                 | 18 juin 1921     | Paris, France           |
| 36   | Cadence pour violon seul                                         | 1920 ou 1921         | 26 mai 1921      | Paris, France           |
| 37   | Le Roi David                                                     | 1921-1923            | 2 décembre 1923  | Winterthour, Suisse     |
| 38   | Horace victorieux                                                | 1920-1921            | 2 novembre 1921  | Genève, Suisse          |
| 39   | Danse de la chèvre                                               | 1921                 | 2 décembre 1921  | Paris, France           |
| 40   | Skating-Rink                                                     | 1921-1922            | 20 janvier 1922  | Paris, France           |
| 41   | Saül                                                             | 1922                 | 16 juin 1922     | Paris, France           |
| 42   | Sonatine pour clarinette et piano                                | 1921-1922            | 5 juin 1923      | Paris, France           |
| 43   | Trois Contrepoints                                               | 1922                 | 16 février 1925  | Paris, France           |
| 44   | La Roue                                                          | 1922                 | Date inconnue    | Lieu inconnu            |
| 45   | Antigone                                                         | 1922                 | 20 décembre 1922 | Paris, France           |
| 46   | Fantasio                                                         | 1922                 | Non créé         |                         |
| 47   | Chant de joie                                                    | 1922-1923            | 7 avril 1923     | Genève, Suisse          |
| 48A  | Prélude pour La Tempête                                          | 1923                 | 1er mai 1923     | Paris, France           |
| 48B  | Deux Chants d’Ariel                                              | 1925                 | 18 novembre 1925 | Strasbourg, France      |
| 49   | Liluli                                                           | 1923                 | 31 mars 1923     | Suresnes, France        |
| 50   | Chanson de Fagus                                                 | 1923-1924            | 24 mars 1926     | Paris, France           |
| 51   | Six Poésies de Jean Cocteau                                      | 1920-1923            | 17 novembre 1924 | Paris, France           |
| 52   | Le Cahier romand                                                 | 1921-1923            | 30 janvier 1924  | Paris, France           |
| 53   | Pacific 231                                                      | 1923                 | 8 mai 1924       | Paris, France           |
| 54   | Chanson                                                          | 1924                 | 15 mai 1924      | Paris, France           |
| 55   | Concertino pour piano et orchestre                               | 1924                 | 23 mai 1925      | Paris, France           |
| 56   | Prélude et Blues                                                 | 1925                 | 24 mars 1925     | Paris, France           |
| 57A  | Judith (drame biblique)                                          | 1925                 | 13 juin 1925     | Mézières, Suisse        |
| 57B  | Judith (opéra sérieux)                                           | 1925                 | 13 janvier 1926  | Monte-Carlo, Monaco     |
| 57C  | Judith (action musicale)                                         | 1927                 | 16 juin 1927     | Rotterdam, Pays-Bas     |
| 58   | Sous-Marine                                                      | 1924-1925            | 27 juin 1925     | Paris, France           |
| 59   | Hommage du trombone exprimant la tristesse de l'auteur absent    | 1925                 | juin 1925        | Paris, France           |
| 60A  | Suite d'orchestre de l’Impératrice aux rochers                   | 1925                 | 18 février 1927  | Paris, France           |
| 60B  | La Neige sur Rome de l’Impératrice aux rochers                   |                      |                  |                         |
| 60C  | Partita d'après l’Impératrice aux rochers                        | 1928 ou 1929         | 26 janvier 1929  | Détroit, États-Unis     |
| 61   | Phaedre                                                          | 1926                 | 19 avril 1926    | Rome, Italie            |
| 61A  | Suite d'orchestre de Phaedre                                     | 1926                 | 19 décembre 1928 | Utrecht, Pays-Bas       |
| 62   | Pour le cantique de Salomon                                      | 1926                 | 16 juin 1926     | Paris, France           |
| 63   | Trois Chansons de la Petite Sirène                               | 1926                 | 26 mars 1927     | Paris, France           |
| 64   | Napoléon                                                         | 1926-1927            | 7 avril 1927     | Paris, France           |
| 65   | Antigone                                                         | 1924-1927            | 28 décembre 1927 | Bruxelles, Belgique     |
| 66   | Roses de métal                                                   | Avant 1928           | 3 juin 1928      | Paris, France           |
| 67   | Rugby                                                            | 1928                 | 19 octobre 1928  | Paris, France           |
| 68   | Les Noces d'Amour et de Psyché                                   | 1928                 | 22 novembre 1928 | Paris, France           |
| 68A  | Suite d'après J. S. Bach                                         | 1928                 | 5 février 1933   | Paris, France           |
| 68B  | Prélude et fugue en ut majeur de J. S. Bach                      | 1928                 |                  |                         |
| 69   | Hommage à Albert Roussel                                         | 1928                 | 13 avril 1929    | Paris, France           |
| 70   | Vocalise-Étude                                                   | 1929                 |                  |                         |
| 71   | Amphion                                                          | 1929                 | 23 juin 1931     | Paris, France           |
| 71A  | Prélude, fugue, postlude d’Amphion                               | 1948                 | 3 novembre 1948  | Genève, Suisse          |
| 72   | Concerto pour violoncelle et orchestre                           | 1929                 | 17 février 1930  | Boston, États-Unis      |
| 73   | Berceuses pour la Bobcisco                                       | 1929                 |                  |                         |
| 74   | J'avais un fidèle amant                                          | 1929                 | 15 décembre 1932 | Paris                   |
| 75   | Symphonie no 1                                                   | 1929-1930            | 13 février 1931  | Boston, États-Unis      |
| 76   | Les Aventures du roi Pausole                                     | 1929-1930            | 12 décembre 1930 | Paris, France           |
| 77   | Cris du monde                                                    | 1930-1931            | 1931             | Soleure, Suisse         |
| 78   | La Belle de Moudon                                               | 1931                 | 30 mai 1931      | Mézières, Suisse        |
| 79   | Prélude pour la sous-basse et piano                              | 1932                 |                  |                         |
| 80   | Sonatine pour violon et violoncelle                              | 1932                 | 16 décembre 1932 | Paris, France           |
| 81   | Prélude, arioso et fughette sur le nom de BACH                   | 1932                 | 26 novembre 1932 | Paris, France           |
| 82   | Le Grand étang, chanson du XVe siècle                            | 1932                 |                  |                         |
| 83   | Mouvement symphonique no 3                                       | 1932-1933            | 26 mars 1933     | Berlin, Allemagne       |
| 84   | Les Douze coups de minuit                                        | 1933                 | 27 décembre 1933 | Paris, France           |
| 85   | Sémiramis                                                        | 1933-1934            | 11 mai 1934      | Paris, France           |
| 86   | Rapt                                                             | 1934                 |                  |                         |
| 87   | L’Idée                                                           | 1934                 |                  |                         |
| 88   | Les Misérables                                                   | 1933-1934            |                  |                         |
| 88A  | Suite d'orchestre des Misérables                                 | 1934                 | 19 janvier 1935  | Paris, France           |
| 89   | Petite suite pour deux instruments et piano                      | 1934                 |                  |                         |
| 90A  | Trois Chansons du film Cessez le feu                             | 1934                 |                  |                         |
| 91A  | Deux chansons du Roi de la Camargue                              |                      | Perdu            |                         |
| 92   | Radio-Panoramique                                                | 1935                 | 4 mars 1935      | Genève, Suisse          |
| 93   | Le Démon de l’Himalaya                                           |                      | En partie perdu  |                         |
| 94   | Crime et Châtiment                                               | 1935                 |                  |                         |
| 95   | Berceuse pour le Bal des Petits Lits blancs                      | 1935                 | 4 juin 1935      | Paris, France           |
| 96   | Icare                                                            | 1935                 | 9 juillet 1935   | Paris, France           |
| 97   | Fièvre jaune                                                     | 1936                 |                  |                         |
| 98   | L’Équipage                                                       | 1935                 |                  |                         |
| 98A  | Deux Chansons de L’Équipage                                      |                      |                  |                         |
| 99   | Jeanne d'Arc au bûcher                                           | 1935-1944            | 12 mai 1938      | Bâle, Suisse            |
| 100  | Les Mutinés de l'Elseneur                                        | 1936                 |                  |                         |
| 101  | Mayerling                                                        | 1936                 |                  |                         |
| 102  | Nocturne                                                         | 1936                 | 30 avril 1936    | Bruxelles, Belgique     |
| 103  | Deuxième Quatuor à cordes                                        | 1934-1936            | septembre 1936   | Venise, Italie          |
| 104  | Marche sur la Bastille                                           | 1936                 | 14 juillet 1936  | Paris, France           |
| 105  | Largo pour orchestre à cordes                                    | 1936                 |                  |                         |
| 106A | Deux Chansons du film Nitchevo                                   | 1936                 |                  |                         |
| 107  | Les Mille et Une Nuits                                           | 1936-1937            | 9 juillet 1937   | Paris, France           |
| 108  | L’Aiglon                                                         | 1936-1937            | 10 mars 1937     | Monte-Carlo, Monaco     |
| 109  | Mademoiselle Docteur, ou Salonique nid d'espions                 | 1936-1937            |                  |                         |
| 110  | Marthe Richard, au service de la France                          | 1937                 |                  |                         |
| 111  | Prélude à la Mort de Jaurès                                      | 1937                 | 2 mai 1937       | Paris, France           |
| 112  | Liberté                                                          | 1937                 | Perdu            |                         |
| 113  | Un oiseau blanc s'est envolé                                     | 1937                 | 24 mai 1937      | Paris, France           |
| 114  | Troisième Quatuor à cordes                                       | 1936-1937            | 22 octobre 1937  | Genève, Suisse          |
| 115  | Scenic-Railway                                                   | 1937                 | 28 novembre 1938 | Paris, France           |
| 116  | La Citadelle du silence                                          | 1937                 |                  |                         |
| 117  | Regain                                                           | 1937                 |                  |                         |
| 117A | Suite d'orchestre de Regain                                      | 1937                 | 21 décembre 1937 | Paris, France           |
| 118  | Tuet’s weh ?                                                     | 1937                 |                  |                         |
| 119A | Deux Chansons de la Construction d'une cité                      | 1937                 | 18 octobre 1937  | Paris, France           |
| 120  | Jeunesse                                                         | 1937                 |                  |                         |
| 121  | Visages de la France                                             | 1937                 | En partie perdu  |                         |
| 122  | Armistice                                                        | 1937                 |                  |                         |
| 123  | La Cantique des cantiques                                        | 1936-1937            | 2 février 1938   | Paris, France           |
| 124  | Miarka ou la Fille à l'Ourse                                     | 1937                 |                  |                         |
| 124A | Deux Chansons de Miarka ou la Fille à l'Ourse                    |                      |                  |                         |
| 125  | Passeurs d'hommes                                                | 1937                 | En partie perdu  |                         |
| 126  | Les Bâtisseurs                                                   | 1937                 |                  |                         |
| 126A | Hymne du Bâtiment, inclus dans Les Bâtisseurs                    |                      |                  |                         |
| 127  | Trois Chansons de René Kerdyk                                    | Vers 1935-1937       |                  |                         |
| 128  | Les Petites Cardinal                                             | 1937                 | 13 février 1938  | Paris, France           |
| 129  | Pygmalion                                                        | 1938                 | En partie perdu  |                         |
| 130  | L'Or dans la montagne                                            | 1939                 |                  |                         |
| 131  | La Danse des morts                                               | 1938                 | 2 mars 1940      | Bâle, Suisse            |
| 132  | L’Alarme                                                         | 1938                 |                  |                         |
| 133  | Hommage au travail                                               | 1938                 |                  |                         |
| 134  | Le Déserteur                                                     | 1939                 |                  |                         |
| 135  | Nicolas de Flue                                                  | 1938-1939            | 26 octobre 1940  | Soleure, Suisse         |
| 136  | Cavalcade d’Amour                                                | 1939                 | Perdu            |                         |
| 136A | O Salutaris                                                      | 1939                 | 9 octobre 1943   | Paris, France           |
| 137  | Possèdes-tu, pauvre pécheur                                      | 1939                 |                  |                         |
| 138  | Trois Poèmes de Claudel                                          | 1939-1940            | 15 novembre 1941 | Paris, France           |
| 139  | Partita pour deux pianos                                         | 1940                 | 31 janvier 1940  | Zurich, Suisse          |
| 140  | Christophe Colomb                                                | 1940                 |                  |                         |
| 141  | Grad us - En avant                                               | 1940                 |                  |                         |
| 142  | La Naissance des couleurs                                        | 1940                 | 22 juin 1949     | Paris, France           |
| 143  | Sonate pour violon seul                                          | 1940                 |                  |                         |
| 144  | Trois Psaumes                                                    | 1940-1941            | 17 avril 1942    | Paris, France           |
| 145  | Petits airs sur une basse célèbre                                | 1941                 |                  |                         |
| 146  | La Mandragore                                                    | 1941                 |                  |                         |
| 147  | L’Ombre de la Ravine                                             | 1941                 |                  |                         |
| 148  | Petit Cours de morale                                            | 1941                 | 28 juin 1942     | Paris, France           |
| 149  | Les Suppliantes                                                  | 1941                 |                  |                         |
| 150  | 800 mètres                                                       | 1941                 | Perdu            |                         |
| 151  | La Ligne d'horizon                                               | 1941                 |                  |                         |
| 152  | Saluste du Bartas                                                | 1941                 | 21 mars 1942     | Paris, France           |
| 153  | Symphonie nº 2                                                   | 1941                 | 23 janvier 1942  | Zurich, Suisse          |
| 154  | Le Mangeur de rêves                                              | 1941                 | 21 juin 1942     | Paris, France           |
| 155  | Chant de Libération                                              | 1942                 | 22 octobre 1944  | Paris, France           |
| 156  | Le Journal tombe à 5 heures                                      | 1942                 | En partie perdu  |                         |
| 157  | Huit hommes dans un château                                      | 1942                 |                  |                         |
| 158  | Céline                                                           | 1943                 |                  |                         |
| 159  | Musiques pour France-Actualités                                  | 1942                 | Perdu            |                         |
| 160A | Hymne au sport                                                   | 1942                 |                  |                         |
| 161  | Secrets                                                          | 1942                 |                  |                         |
| 162  | Le Grand barrage                                                 | 1942                 | 4 janvier 1943   |                         |
| 163  | Pasiphaé                                                         | 1943                 |                  |                         |
| 164  | Callisto ou la petite Nymphe de Diane                            | 1943                 |                  |                         |
| 165  | Le Soulier de satin                                              | 1943                 |                  |                         |
| 166A | Chansons pour le film Le Capitaine Fracasse                      | 1942                 |                  |                         |
| 167  | Mermoz                                                           | 1943                 | Perdu            |                         |
| 167A | Deux suites d'orchestre de Mermoz                                | 1943                 | 14 octobre 1943  | Paris, France           |
| 168  | Céline                                                           | 1942-1943            |                  |                         |
| 169  | Panis angelicus                                                  | 1943                 |                  |                         |
| 170  | La Nativité                                                      | 1943                 | Inachevé         |                         |
| 171A | Deux Romances sentimentales                                      | 1943                 |                  |                         |
| 172  | Sodome et Gomorrhe                                               | 1943                 |                  |                         |
| 173  | Deux esquisses                                                   | 1942-1943            |                  |                         |
| 174  | L'Appel de la montagne                                           | 1943                 | 9 juillet 1945   | Paris, France           |
| 174A | Jour de fête suisse                                              | 1943                 | 14 novembre 1945 | Winterthour, Suisse     |
| 175  | Charles le Téméraire                                             | 1944                 |                  |                         |
| 176  | Battements du monde                                              | 1944                 |                  |                         |
| 177  | Passion de Selzach                                               | 1938-1944            | Inachevé         |                         |
| 178  | Ô temps suspends ton vol                                         | 1945                 |                  |                         |
| 179  | Morceau de concours                                              | 1945                 | 6 juillet 1945   | Paris, France           |
| 180  | Chota Roustaveli                                                 | 1945                 | 14 mai 1946      | Monte-Carlo, Monaco     |
| 181  | Paduana                                                          | 1945                 |                  |                         |
| 182  | Sérénade à Angélique                                             | 1945                 | 19 novembre 1945 | Zurich, Suisse          |
| 183A | Souvenir de Chopin                                               | 1945                 |                  |                         |
| 184  | Quatre Chansons pour voix grave                                  | 1940-1945            | 21 mai 1944      | Paris, France           |
| 185  | Les Démons de l'aube                                             | 1945-1946            |                  |                         |
| 186  | Symphonie no 3                                                   | 1945-1946            | 17 août 1946     | Zurich, Suisse          |
| 187  |                                                                  |                      |                  |                         |
| 188  |                                                                  |                      |                  |                         |
| 189  | Sortilèges                                                       | 1946                 | Été 1946         | Paris, France           |
| 190  |                                                                  |                      |                  |                         |
| 191  | Symphonie no 4                                                   | 1946                 | 21 février 1947  | Bâle, Suisse            |
| 192  |                                                                  |                      |                  |                         |
| 193  | Intrada pour trompette et piano                                  | 1947                 |                  |                         |
| 194  |                                                                  |                      |                  |                         |
| 195  |                                                                  |                      |                  |                         |
| 196  | Concerto da Camera pour flûte, cor anglais et orchestre à cordes | 1948                 | 6 mai 1949       | Zurich, Suisse          |
| 197  | Saint François d'Assise                                          | 1948-1949            |                  |                         |
| 198  | Mimaamaquim                                                      | 1946                 |                  |                         |
| 199  |                                                                  |                      |                  |                         |
| 200  | De la Musique                                                    | 1950                 | Non créé         |                         |
| 201  |                                                                  |                      |                  |                         |
| 202  | Symphonie nº 5                                                   | 1951                 | 9 mars 1951      | Boston, États-Unis      |
| 203  | Suite archaïque                                                  | 1950-1951            | 28 février 1951  | Louisville, États-Unis  |
| 204  | Monopartita                                                      | 1951                 | 12 juin 1951     | Zurich, Suisse          |
| 205  |                                                                  |                      |                  |                         |
| 206  |                                                                  |                      |                  |                         |
| 207  | Toccata sur un thème de Campra                                   | 1951                 | 21 juillet 1952  | Aix-en-Provence, France |
| 208  |                                                                  |                      |                  |                         |
| 209  |                                                                  |                      |                  |                         |
| 210  |                                                                  |                      |                  |                         |
| 211  | Romance pour flûte et piano                                      | 1952-1953            |                  |                         |
| 212  | Une Cantate de Noël                                              | 1953                 | 18 décembre 1953 | Bâle, Suisse            |
| 213  |                                                                  |                      |                  |                         |
| 214  | Arioso pour violon et piano                                      | Vers 1927-1929       |                  |                         |
| 215  | Andante pour 4 ondes Martenot                                    | 1943                 |                  |                         |
| 216  | Colloque                                                         | Vers 1930-1940       |                  |                         |
| 217  | Deux Pièces pour flûte, harpe et quatuor à cordes                | Vers 1930-1941       |                  |                         |
| 218  | Chevauchée                                                       |                      |                  |                         |
| 219  | Pathétique                                                       |                      |                  |                         |
| 220  | Vivace                                                           | Avant 1918           |                  |                         |
| 221  | Allegretto                                                       | Après 1937           |                  |                         |
| 222  | La Nuit est si profonde                                          | Avant 1920           |                  |                         |

## Pièces radiophoniques
- 1940 : Christophe Colomb, texte de William Aguet, créé par l'Orchestre de la Suisse Romande dirigé par Ernest Ansermet, à Lausanne, en avril 1940. Première diffusion en avril 1940 : "diffusé non seulement par l'émetteur de Sottens [Radio Lausanne], mais encore - et n'est-ce pas là référence significative? - par l'ensemble des stations du réseau d'Etat français". Rediffusion le 13 mai 1942 sur Radiodiffusion nationale (https://gallica.bnf.fr/ark:/12148/bpt6k9815985s/f9.item.r="christophe%20colomb". https://notrehistoire.ch/entries/ajW4XpwqWoV). Reprise sur Chaîne nationale le 17 novembre 1945).
- 1944 : Battements du monde
- 1949 : Saint François d'Assise
- 1951 : La Rédemption de François Villon

## Musique de films[6]
- 1923 : La Roue d'Abel Gance
- 1924 : Faits divers de Claude Autant-Lara
- 1927 : Napoléon d'Abel Gance
- 1931 : La Fin du monde d'Abel Gance
- 1932 : L'Idée, film d'animation de Berthold Bartosch
- 1934 : Roi de Camargue de Jacques de Baroncelli
- 1934 : Cessez le feu de Jacques de Baroncelli
- 1934 : Les Misérables de Raymond Bernard
- 1934 : Rapt de Dimitri Kirsanoff
- 1935 : Der Dämon des Himalaya d'Andrew Marton
- 1935 : Crime et Châtiment de Pierre Chenal
- 1935 : L'Équipage d'Anatole Litvak
- 1936 : Mayerling d'Anatole Litvak
- 1936 : Anne-Marie de Raymond Bernard
- 1936 : Les Mutinés de l'Elseneur de Pierre Chenal
- 1936 : Visages de France de Dimitri Kirsanoff
- 1936 : Nitchevo de Jacques de Baroncelli
- 1937 : Liberté de Jean Kemm
- 1937 : Mademoiselle Docteur ou Salonique nid d'espions de Georg Wilhelm Pabst
- 1937 : The Woman I Love d'Anatole Litvak
- 1937 : Marthe Richard, au service de la France de Raymond Bernard
- 1937 : Passeurs d'hommes de René Jayet
- 1937 : Miarka, la fille à l'ourse de Jean Choux
- 1938 : Pygmalion d'Anthony Asquith et Leslie Howard
- 1938 : Les Bâtisseurs de Jean Epstein
- 1939 : L'Or dans la montagne de Max Haufler
- 1939 : Regain de Marcel Pagnol
- 1939 : Le Déserteur ou Je t'attendrai de Léonide Moguy
- 1940 : Cavalcade d'amour de Raymond Bernard
- 1940 : Les Musiciens du ciel de Georges Lacombe
- 1942 : Le journal tombe à cinq heures de Georges Lacombe
- 1942 : Huit hommes dans un château de Richard Pottier
- 1942 : La Boxe en France de Lucien Ganier-Raymond
- 1942 : Les Antiquités de l'Asie occidentale de Henri Membrin
- 1943 : Secrets de Pierre Blanchar
- 1943 : Le Capitaine Fracasse d'Abel Gance
- 1943 : Mermoz de Louis Cuny
- 1943 : Un seul amour de Pierre Blanchar, d'après l'œuvre d'Honoré de Balzac
- 1943 : La Nativité ou Callisto - La Petite nymphe de Diane d'André Édouard Marty
- 1945 : Un ami viendra ce soir de Raymond Bernard
- 1946 : Les Démons de l'aube de Yves Allégret
- 1946 : Un revenant de Christian-Jaque, dans lequel Honegger joue un petit rôle de compositeur
- 1948 : Du sang, de la volupté et de la mort, part II: Lysis de Gregory J. Markopoulos
- 1949 : Pacific 231 de Jean Mitry
- 1950 : La Tour de Babel de Georges Rony
- 1950 : Bourdelle de Lucot
- 1951 : Paul Claudel de Gillet
- 1952 : Storm Over Tibet d'Andrew Marton